# Korporacja Akademicka Welecja

Das Wappen der Welecja

Die Korporacja Akademicka Welecja (deutsch Akademische Verbindung Veletia) ist die drittälteste polnische Studentenverbindung. Sie wurde am 26. Oktober 1883 in Riga an der dortigen Technischen Universität als Abspaltung einer Gruppe von Mitgliedern der Verbindung Arkonia gegründet. Wesentliche Ziele der Welecja waren die Förderung eines polnischen Patriotismus, von Ehre, Integrität und Zuverlässigkeit. Der Name wurde mit Bezug auf die Ethnie der Wieleten gewählt.

## Geschichte

### Moskau
Während des Ersten Weltkriegs wurde der Sitz der Verbindung im Rahmen der Evakuierung der Universität von Riga nach Moskau ebenfalls in die russische Hauptstadt verlegt. 1916 erfolgte die Etablierung eines Ableger der Welecja in Warschau, der nach Schließung der Verbindung in Moskau im Jahr 1918 zum Hauptsitz der Welecja wurde.

### Warschau
Die Verbindung war nun an der Warschauer Universität wie auch an der Politechnika registriert und nahm Studenten dieser beiden Institutionen als Mitglieder auf. Im Jahr 1921 trat sie dem Verband der Polnischen Studentenverbindungen (poln.: Związek Polskich Korporacji Akademickich) bei. 1928 wurde ein neu errichtetes Verbindungshaus in der Ulica Chocimska 4 bezogen. Der Zweite Weltkrieg schränkte die Verbindungsaktivitäten stark ein. Es kam aber sowohl im Exil wie in der Gefangenschaft zu Veranstaltungen. In der Volksrepublik Polen wurde die Welecja – wie alle anderen Verbindungen auch – nicht zugelassen. Informelle Treffen Angehöriger fanden dennoch statt; 1983 wurde in Warschau und London das hundertjährige Bestehen der Verbindung gefeiert. Erst im Jahr 2002 wurde mit der Annahme von vier Füchsen die offizielle Aktivität wieder aufgenommen; die Registrierung in der Rechtsform eines Verbandes erfolgte am 29. März 2003.
Seit 2004 verlegt Welecja die Zeitschrift „Viribus Unitis Biuletyn Roczny Korporacji Akademickiej Welecja“ (ISSN 1733-3660). Seit 1886 sind die Alten Herren der Verbindung im Verband der Philister der Welecja (poln.: Stowarzyszenie Filistrów Welecji) organisiert. Die Bandfarben der Welecja sind grün-silber-blau; der Wahlspruch lautet „Viribus unitis - suum cuique“.

## Bekannte Mitglieder
Zu den bislang rund 900 Mitgliedern der Welecja gehörten viele bedeutende Persönlichkeiten, darunter:
- Politiker: Ignacy Mościcki[3], Czesław Karpiński (1863–1917) und Henryk Rossman (1896–1937)
- Architekten: Bohdan Pniewski, Franciszek Lilpop, Józef Szanajca und Leon Suzin (1901–1976)
- Hochschullehrer: Maurycy Chorzewski (1862–1944), Adam Cybulski (1896–1986), Henryk Czopowski (1863–1935), Henryk Karpiński (1873–1960), Mieczysław Nierojewski (1899–1956), Marian Świderek (1897–1949), Zbigniew Wasiutyński (1902–1974) und Edmund Załęski (1853–1932)
- Künstler: Tadeusz Gronowski (1894–1990) und Jan Mucharski (1900–1981)